# Kristen Welker

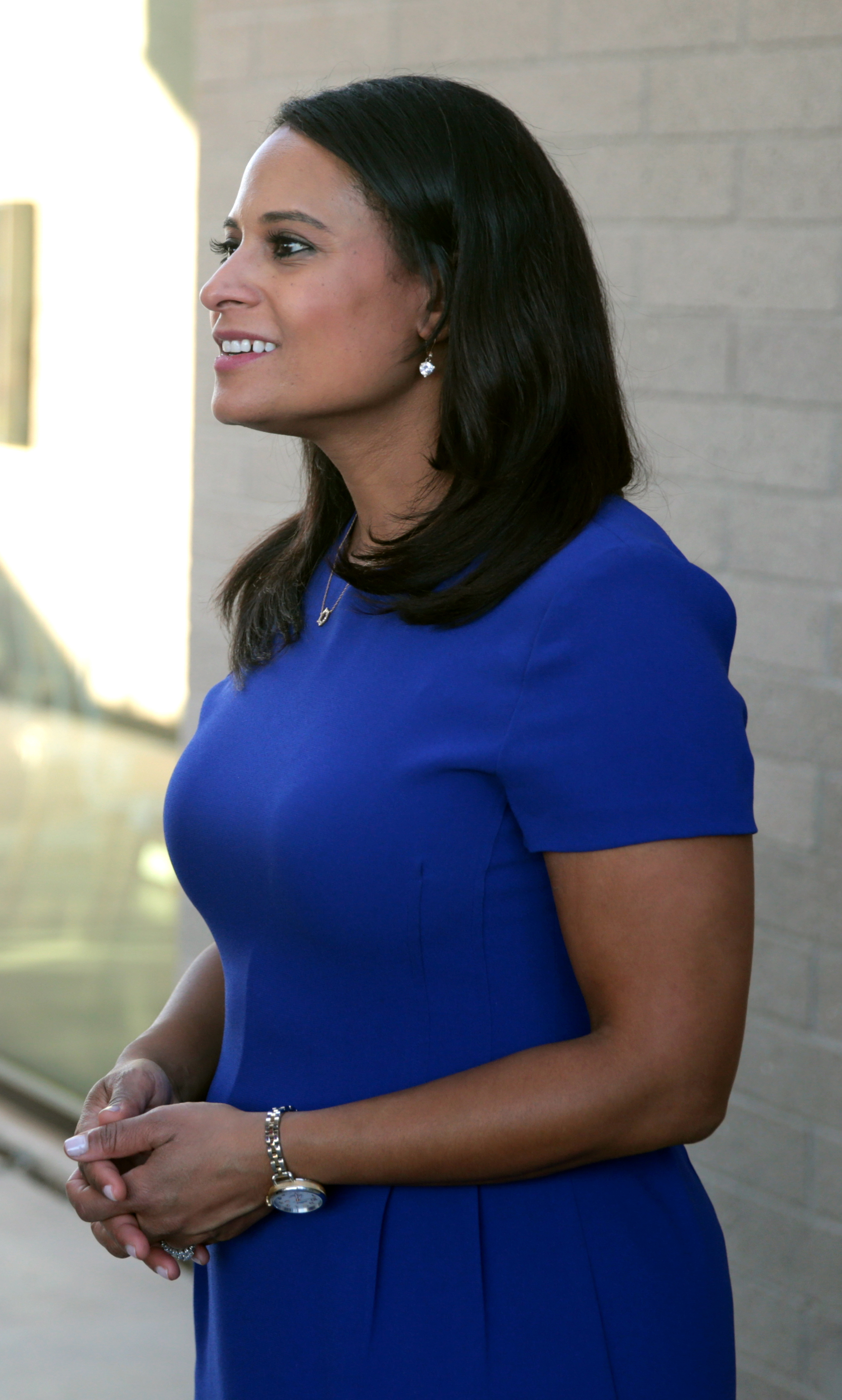
Kristen Welker (2018)

Kristen Welker (* 1. Juli 1976 in Philadelphia, Pennsylvania) ist eine US-amerikanische Fernsehjournalistin bei NBC News. Sie ist Korrespondentin des Weißen Hauses in Washington, D.C. und Co-Moderatorin von Weekend Today, der Samstagsausgabe von Today, zusammen mit Peter Alexander. Im September 2023 übernahm sie die Moderation der am längsten laufenden Sendung der Fernsehgeschichte, „Meet the Press“.
Welker ist die Tochter von Harvey Welker, einem weißen Ingenieur, und Julie Welker, einer afroamerikanischen Immobilienmaklerin. 1994 absolvierte sie die Germantown Friends School in Philadelphia und 1998 das Harvard College mit einem Bachelor of Arts. In Harvard studierte sie Geschichte und schloss das Studium mit Auszeichnung ab. Welker war im Jahr 1997 Praktikantin bei Today.

## Karriere
Welker hat bei den ABC-Tochtergesellschaften WLNE-TV in Providence (Rhode Island) und KRCR-TV in Redding (Kalifornien) gearbeitet. 2005 wechselte sie zur NBC-Affiliate WCAU in Philadelphia, wo sie Reporterin und Wochenendmoderatorin war. Welker trat 2010 NBC News als Korrespondentin bei und wurde im Dezember 2011 NBC Korrespondentin des Weißen Hauses.
Welker vertritt MSNBC regelmäßig bei den täglichen Pressekonferenzen des Weißen Hauses und berichtet dort live für die verschiedene Programme des Senders.
Am 22. Oktober 2020 moderierte Welker in Nashville (Tennessee) die zweite Debatte zu den Präsidentschaftswahlen zwischen Donald Trump und Joe Biden.
Am 4. Juni 2023 gab NBC bekannt, dass Welker als Nachfolger von Chuck Todd als Moderator ihrer Sonntagmorgensendung „Meet the Press“ ab September 2023 benannt wurde. Sie hatte ihre erste Sendung am 17. September 2023.

## Persönliches
Welker ist seit dem 4. März 2017 mit John Hughes, dem Marketingleiter bei Merck, verheiratet.